# Пария (полуостров)
Па́рия (исп. Paria) — субширотно вытянутый полуостров на северо-востоке Южной Америки, в Венесуэле. Является восточным продолжением среднегорного хребта Карибских Анд — Береговая Сьерра (Кордильера-де-ла-Коста). Омывается Карибским морем. Обрамляет с севера одноимённый залив. Пария отделён от острова Тринидад проливом Бокас-дель-Драгон (Bocas del Dragón). Длина около 120 километров. Северная часть гориста (высотой до 1254 метров), южная — низменная. Климат субэкваториальный, летневлажный. На северных склонах гор ксерофитные луга и кустарники, на южных — вечнозелёные леса; на юго-западе — культура какао.
Входит в штат Сукре. На полуострове находятся муниципалитеты Арисменди, Бенитес, Бермудес, Валдес, Кахигаль, Либертадор и Мариньо.
На полуострове находится Национальный парк «Полуостров Пария».